# Håfreströms bruk

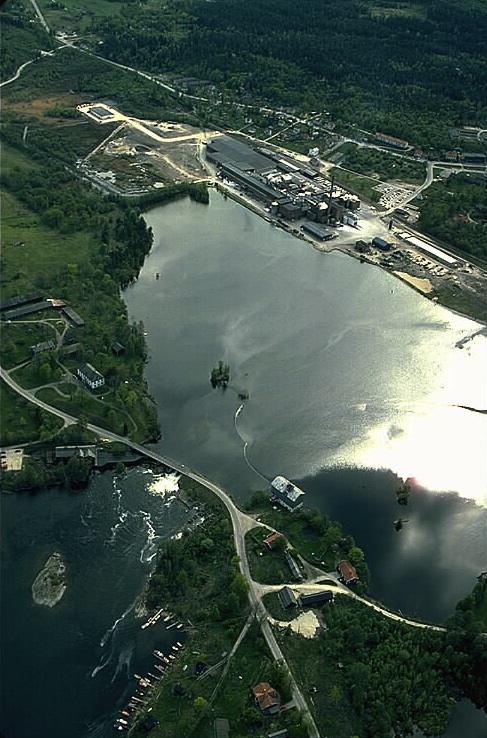
Håfreströms bruk i Åsensbruk, troligen 1980-talet. (I bildens nedre del och till vänster syns Upperuds bruk.)

Håfreströms bruk, först beläget i Håverud, senare i Åsensbruk, Melleruds kommun, Dalsland.
Bruket anlades 1830–42 som en filial till Upperuds järnbruk. För att minska koltransporterna spred man ut bruksverksamheten till olika platser i Dalsland. Redan 1872 lades dock verksamheten ned. År 1881 anlades i stället en pappersmassefabrik på platsen för det nedlagda järnbruket. Håfreströms AB bildades med Alexander Halling som vd.
Den första anläggningen var ett träsliperi som uppfördes på de gamla smedjornas plats. Då man fått svårt att få avsättning för sin pappersmassa, började företaget i slutet av 1880-talet även tillverka papper. År 1891 startades även ett tidningspappersbruk i Håverud, vilket återuppfördes 1897–98 efter en brand. Åren 1905–08 byggdes ett elkraftverk vid bruket och kort därefter fick Håfreströms bruk sin första elektriska ångpanna.
Verksamheten köptes senare upp av AB Klippans Finpappersbruk. I början av 1970-talet fanns 600 anställda vid de båda pappersbruken i Åsensbruk och Håverud.
Företaget köptes 1983 av Munkedals AB, som 1990 omvandlades till Trebruk AB, 2003 namnändrat till Arctic Paper. Fabriken i Åsensbruk lades ned 2009.